# Frilandsmuseet
Frilandsmuseet er et af verdens største og ældste frilandsmuseer med mere end 100 bygninger fra hele landet. Museet ligger nord for København ved Kongevejen i Lyngby i Nordsjælland. Det åbnede i 1897 som en bygningsafdeling af Dansk Folkemuseum (på den nuværende placering fra 1901), og i 1920 kom det under Nationalmuseet. Pr. 1/1 2018 har museet fornyet sit navn, så det fremover hedder: "Frilandsmuseet Det gamle Danmark" og på engelsk: "Old Denmark - Open Air Museum".
I 2009 havde museet 300.000 besøgende, hvilket var besøgsrekord. I 2010 besøgte 318.000 mennesker museet.

## Historie
Dansk Folkemuseums grundlægger og leder Bernhard Olsen indkøbte i 1896 en gård fra Halland og en loftbod fra Småland, der blev opstillet i et hjørne af Kongens Have. Planen om at skabe et bygningsmuseum på dette sted fejlede, så man begyndte at lede efter et nyt sted, og 24. juni 1901 åbnedes Frilandsmuseet på sin nuværende adresse ved Fuglevad Vindmølle.
Siden er der kommet en lang række bygninger til.

## Bygninger fra hele landet
Museet rummer landbobygninger fra forskellige egne af Danmark, Færøerne og de tidligere danske landsdele Skåne, Halland og Sydslesvig (foruden de smålandske bygninger, der skulle illustrere forskellige forsvundne bygningstyper). Bygningerne er indrettet, som da de var beboet af bønder, landhåndværkere eller godsets folk og viser danskernes dagligdag gennem historien med alkover, værktøj, træsko og pyntegenstande. Det giver et nuanceret billede af danskernes hverdag i perioden 1650-1940. På markerne græsser dyr af gamle, danske racer: lam, gedekid, gæs, ænder, heste og køer.

## Haver og arbejdende værksteder
Museet har 25 historiske haver med blomster, frugttræer og nytteplanter, der viser forskellige tiders skik og brug.
- I den klassiske bondehave forenes det pæne og det nyttige. Havernes planter og blomster blev brugt til farvning, medicin eller krydderi, og haven var delt op i flere afdelinger med hver sin funktion: frugthave, kålgård, urtehave og brændehave.
- I den romantiske bondehave var grønne lysthuse af lind eller bøg, og frugttræerne stod i prydhavens plæne, mens bedene blev brugt til kartofler eller grønsager i stedet for blomster.
- Herregårdens park stammer fra klunketiden med kærligheden for det overlæssede og fremmedartede. Haven rummer en parklignende prydhave med eksotiske blomster og træer og en stor køkkenhave med grønsager, blomster og frugt til både herskab og tjenestefolk.

Museet er ved at genskabe en stationsby fra industrialiseringens barndom, som viser et maskinsnedkeri, et smedeværksted og en station. Brugsen sælger datidens varer med alt lige fra spiritus, sytilbehør, legetøj, isenkram og nips til kolonialvarer og grovere landbrugsvarer.
I særlige perioder bebos flere af husene af ansatte, der formidler via living history. Dette foregår primært i skolernes sommerferie.

## Møller
Blandt museets bygninger er tre vindmøller. En ældre mølle er en stubmølle fra Karlstrup (Karlstrup Mølle), opført omkring 1662, fornyet i 1763 og flyttet til Frilandsmuseet i 1921. Møllen har to "etager" og kan drejes af én mand, som trækker i "bagtrappen". Stubmøllen kan ses fra Kongevejen. Møllen kan køre, og det er muligt visse dage at komme op i den.
En nyere mølle er Fuglevad vindmølle – en gallerihollænder, der er opført på stedet i 1832. Den tredje er en lille vindmølle i forbindelse med en gård fra Læsø.
Frilandsmuseet har også flere vandmøller: En underfaldsmølle med bindingsværk fra Pedersker på Bornholm, en skvatmølle fra Sandø på Færøerne og én fra Småland og endelig Møllergården fra Ellested på Fyn.
Møllerne passes af Frilandsmuseets Møllerlaug.
I sæsonen er der blandt andet teaterforestillinger, haveture, gamle lege og salg fra brugsen i stationsbyen. I sommeren og efteråret 2018 søsattes det nye initiativ "Frøsnapperfestival" i museets stationsby, der til lejligheden ændrede midlertidigt navn til "Frøsnapperbyen". Det blev så stor en publikumsmæssig succes, at det blev gentaget i sommeren 2019 og suppleredes af endnu en ny festival ved navn "Bonderøvsfestival". I efterårsferien 2019 arrangerede museet desuden en "Halloweenfestival" som afløsning for de tidligere efterårsmarkeder".